# 人民民主党 (尼日利亚)
人民民主党（People's Democratic Party，简称PDP）是尼日利亚的一个社会保守主义政党。是中右翼政党。在1999年至2011年期间，该党赢得了全部总统选举，且在2015年尼日利亚总统选举之前绝大部分时间里是尼日利亚第四共和国的执政党，尽管在部分选举中卷入争议。

## 历史

### 建立
自1983年起，尼日利亚一直处于军人政治统治之下。1998年，当时的军事独裁者、总司令萨尼·阿巴查宣布将在10月举行大选，将国家权力移交民选政府。但是在4月时，他已使用铁腕手段保证当时的5个政党共同推举他为唯一总统候选人。6月，阿巴查突然去世，其继任者阿卜杜勒萨拉米·阿布巴卡尔宣布将在1年内移交政府权力，结束16年的军人统治。
1998年8月，以G-18和G-34等反对军人政治的团体组织共同组建了人民民主党。前副总统亚历克斯·埃克韦梅为首任党主席，杰里·加纳为首任总书记。党员包括部落酋长、学者、商人，以及前军队高级官员。

### 历次选举
人民民主党选派前军队领导人奥卢塞贡·奥巴桑乔作为其在1999年2月大选中的总统候选人，由阿达马瓦州州长、前尼日利亚社会民主党领导成员阿提库·阿布巴卡作为其竞选搭档。两人以62.78%的得票率赢得大选，并在1999年5月宣誓就职。
2003年议会选举中，该党以54.5%的得票率获得尼日利亚众议院360个席位中的223个，参议院109个席位中的76个。总统选举中，奥巴桑乔再次参选并以61.9%的得票率成功连任。
2006年12月，奥马鲁·亚拉杜瓦（前人民救赎党和尼日利亚社会民主党成员）获得3024党代表票，被选中作为次年总统大选人民民主党候选人；在同时竞逐的其他候选人中得票最高的罗查斯·奥库罗查（Rochas Okorocha）仅获得372票支持。尽管卷入选举舞弊指控，亚拉杜瓦在大选中以69.6%的支持率获胜，并在2007年5月29日宣誓就职。在议会选举中，该党获得了众议院269个席位，参议院85个席位。
2011年，在大量成员转投尼日利亚行动大会党后，部分政治评论家怀疑人民民主党可能会在总统竞选中落败。在当年大选中，人民民主党候选人古德勒克·乔纳森以58.9%的支持率当选，但其当选引发暴力抗议。在议会选举中，该党获得众议院202个席位，参议院71个席位。
2015年大选中，人民民主党候选人古德勒克·乔纳森寻求连任，但最后以44.96%的支持率不敌全体进步大会党候选人穆罕默杜·布哈里，双方支持票差距为260万票。在议会选举中，该党获得众议院125个席位，参议院49个席位，不及全体进步大会党。
| 选举年 | 总统              | 总统 | 副总统          | 副总统 | 结果 |
| ------ | ----------------- | ---- | --------------- | ------ | ---- |
| 1999年 | 奥卢塞贡·奥巴桑乔 |      | 阿提库·阿布巴卡 |        | 当选 |
| 2003年 | 奥卢塞贡·奥巴桑乔 |      | 阿提库·阿布巴卡 |        | 当选 |
| 2007年 | 奥马鲁·亚拉杜瓦   |      | 古德勒克·乔纳森 |        | 当选 |
| 2011年 | 古德勒克·乔纳森   |      | 纳马迪·桑博     |        | 当选 |
| 2015年 | 古德勒克·乔纳森   | 落选 | 纳马迪·桑博     |        |      |

## 政治立场
该党派在经济政策上持新自由主义立场，在部分社会议题，如同性恋爱关系上则持保守观点。 

### 经济
人民民主党采取自由市场政策，支持经济自由主义，限制政府管制。在2003年，时任尼日利亚总统奥卢塞贡·奥巴桑乔和财政部长恩戈齐·伊衞拉开始经济改革计划，通过保守的财政政策限制政府支出，在尼日利亚服务部门解除政策管制、进行私有化改革，如尼日利亚通讯（NITEL）的私有化改造。
另一方面，针对贫困和社会福利，人民民主党则采取更加左翼的观点。2005年，时任总统奥巴桑乔建立了尼日利亚首个全国医疗保险计划（NHIS），保证每个尼日利亚人都可以享受基本的医疗保障。

### 社会
人民民主党反对同性恋爱关系，支持基于道德、宗教原因的社会保守主义。在2007年，由人民民主党主导的尼日利亚议会通过了同性恋关系非法的法案，对于违法者可处以最高5年监禁。
该党对于州自治和宗教自由上持温和支持态度。2000年，在尼日利亚北部地区部分州开始实行伊斯兰教法，此举在卡杜納和阿比亚州引发宗教冲突。当时由人民民主党主导的联邦政府拒绝向南部主要基督教州的压力屈服，并没有取消相关法令，而是采取妥协政策，允许伊斯兰教法只对穆斯林有效。
<We brought Ayu from gutter to be PDP chairman- Governor Wike （页面存档备份，存于）
1. ↑  Campbell, John. . Rowman & Littlefield Publishers. 2010: 9  [12 November 2014]. ISBN 1442206918. （原始内容存档于2014-11-12）.
2. ↑  Okonta, Ike. . Taipei Times. 12 April 2003  [12 November 2014]. （原始内容存档于2017-12-08）.
3. ↑  Osumah, Oarhe; Ikelegbe, Augustine.  (PDF). krepublishers.com.   [12 November 2014]. （原始内容存档 (PDF)于2017-08-09）.
4. ↑  . 纽约时报. 1998-06-10  [2016-01-31]. （原始内容存档于2020-11-26）.
5. ↑  . Encyclopædia Britannica.   [2016-01-31]. （原始内容存档于2020-11-12）.
6. 1 2 3  . AFRICAN ELECTIONS DATABASE.   [2016-01-31]. （原始内容存档于2011-11-08）.
7. ↑  Africa | Nigeria party picks its candidate （页面存档备份，存于）. BBC News (2006-12-17). Retrieved on 2011-04-30.
8. ↑  .   [2016-01-31]. （原始内容存档于2016-02-01）.
9. ↑  Obasanjo threatens to quit PDP – The Guardian （页面存档备份，存于）. Nigerian Bulletin (2011-01-06). Retrieved on 2011-04-30.
10. ↑  2011: Defection wave in the PDP （页面存档备份，存于）. Vanguardngr.com (2010-12-02). Retrieved on 2011-04-30.
11. ↑  . The Economist (The Economist). 2011-04-19  [5 November 2012]. （原始内容存档于2017-12-07）.
12. ↑  .   [2017-12-07]. （原始内容存档于2020-01-30）.
13. ↑  .   [2017-12-07]. （原始内容存档于2020-08-20）.
14. ↑   (PDF). INEC.   [2016-01-31]. （原始内容 (PDF)存档于2017-03-29）.
15. ↑   (PDF). BBC. 2015年4月1日  [2016年1月31日]. （原始内容 (PDF)存档于2017年3月29日）.
16. ↑  . INEC. 2 April 2015  [7 April 2015]. （原始内容存档于2015-04-14）.
17. ↑  Nigeria Gb （页面存档备份，存于）. (PDF). Retrieved on 2011-04-30.
18. ↑  .   [2011-02-03]. （原始内容存档于2007-03-03）.
19. ↑  Africa | Nigeria moves to tighten gay laws （页面存档备份，存于）. BBC News (2007-02-14). Retrieved on 2011-04-30.
20. ↑  AFRICA | Sharia compromise for Nigerian state （页面存档备份，存于）. BBC News (2001-11-02). Retrieved on 2011-04-30.